# Jerzy Wilhelm Goltz
Jerzy Wilhelm von Goltz (vel Golcz) herbu Goltz (ur. 21 czerwca 1721 Golczewo – zm. 24 kwietnia 1767) – generał lejtnant (od 1760) i generał major (od 1750) wojsk koronnych, marszałek utworzonej w 1767 dysydenckiej konfederacji toruńskiej. 

## Życiorys
Miał dwóch braci generałów Wojsk Koronnych: Henryka i Stanisława Augusta. Od młodości służył w regimencie pieszym im. Królewicza Wojsk Koronnych. Od 1748 jako pułkownik był szefem 2 Regimentu Pieszego Koronnego. W roku 1750 uzyskał patent generała majora, a w 1760 generała lejtnanta jako dowódca tegoż regimentu. W czasie wojny siedmioletniej w 1763 był wysłannikiem Augusta III Sasa do Berlina jako jego konsyliarz gabinetowy i poseł. Jako działacz luterański poparł w 1764 kandydaturę Stanisława Augusta Poniatowskiego, zalecaną przez króla Prus Fryderyka II i Rosję. Był elektorem Stanisława Augusta Poniatowskiego w roku 1764 z województwa kaliskiego. 
Starosta tucholski i tolkmicki. Przeciwnik reform "Familii" Czartoryskich. Gdy biskupi polscy sprzeciwili się dostępowi innowierców do izby poselskiej i senatorskiej, wydał ostry manifest protestacyjny. Przy wsparciu wojsk rosyjskich Katarzyny II, został obwołany w Toruniu marszałkiem konfederacji różnowierczej, zrzeszających protestantów w Koronie i stawiającej sobie za cel równouprawnienie wyznaniowe. Rychła jego śmierć przerwała jego prace, służące wówczas Rosji. Jego dzieło kontynuowali bracia, zwłaszcza Stanisław August. Był zwolennikiem oderwania Prus Królewskich od Rzeczypospolitej.